# O plus E
『O plus E』は1979年12月にニュースレター、1980年4月から月刊誌として創刊された光学技術、オプトエレクトロニクスなど光関連の応用技術の専門雑誌。毎月25日発行。

## 概要
同一ジャンルの雑誌で比較的古くからあるといわれている。光学・エレクトロニクス・デバイスや画像工学などの技術者・研究者による特集記事や連載を掲載している。
2001年、日本光学会の50周年記念会員アンケートにおいて、同会の会報『光学』とならび、同会会員が「解説記事がもっとも充実している光学関連雑誌」と評価する雑誌No.1となった。
2022 年11・12 月号（2022 年11 月25 日発行）発行以降休刊中。